# Павлова Агрипіна Артемівна
Агрипіна (Горпина) Артемівна Павлова (1897, село Софіївка, тепер Первомайського району Миколаївської області — ?) — українська радянська діячка, голова колгоспу «Соцперебудова» Лисогірського району Миколаївської області. Депутат Верховної Ради УРСР 2-го скликання.

## Життєпис
Народилася у родині селян-бідняків. З дитячих років наймитувала.
З 1929 року — колгоспниця колгоспу села Софіївки на Миколаївщині.
У 1932—1941 роках — начальник Софіївського відділку зв'язку Лисогірського (тепер — Первомайського) району Миколаївської області.
Член ВКП(б) з 1940 року.
Під час німецько-радянської війни буда евакуйована у східні райони СРСР, де працювала на господарських роботах.
З березня 1945 року — голова колгоспу «Соціалістична перебудова» села Софіївки Лисогірського (тепер — Первомайського) району Миколаївської області. Обиралася секретарем Софіївської сільської первинної партійної організації Лисогірського району.

## Нагороди
- орден Леніна